# Seio piriforme

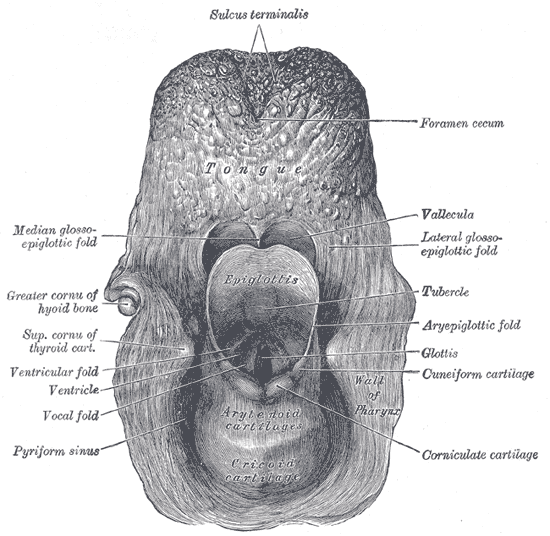
O seio piriforme (pyriform sinus).

Seio piriforme ou fossa piriforme (do latim, pyriform synus, recesso com forma de pera) são recessos em ambos os lados da laringe, na parte inferior do músculo cricofaríngeo. É a estrutura mais inferior da faringe e serve como a válvula para a parte superior do esófago. Os músculos constritores da faringe se insertam na cartilagem tireóidea anteriormente para formar os seios piriformes.

## Importância clínica
Pode ser um local onde a comida fica presa, especialmente em crianças ou em caso de distúrbios do esôfago. Também pode ser perfurado por espinhas de peixe ou outros objetos pontiagudos. É o local onde aparecem 70 a 80% dos carcinomas de hipofaringe (Câncer de garganta).